# Гавасай
Гавасай (кирг. Кабасай, узб. G'ovasoy (Говасой); інші варіанти назви - Гава, Явазарсай, Катта-Бозтекесай) - річка в Киргизстані та Узбекистані.
Річка Гавасай починається біля Киргизії, на південних схилах Чаткальського хребта. Спускаючись з гір і потрапляючи на територію Узбекистану, річка нижче за селище Гава розбивається на рукави, що протікають над Північним Ферганським каналом і впадають у Сирдар'ю.
Довжина річки складає 96 км, площа басейну - 724 км. Живлення снігово-льодовикове. Води широко використовуються для зрошення.